# New Mexico Bowl 2015
Match précédent Match suivant
Le New Mexico Bowl 2014 est un match de football américain de niveau universitaire joué après la saison régulière de 2015, le 20 décembre 2015 à l'University Stadium d'Albuquerque dans le Nouveau-Mexique.
Il s'agissait de la 9e édition du New Mexico Bowl.
Le match a mis en présence Arizona (6-6) issue de la Pac-12 et New Mexico (7-5) issue de la MWC.
Il a débuté à 12:20 pm (heure locale) et a été retransmis en télévision sur ESPN.
Sponsorisé par la société Gildan Activewear (entreprise de confection), le match est officiellement dénommé le Gildan New Mexico Bowl.
Les Wildcats de l'Arizona, donnés favoris à 8 contre 1 par les bookmakers, gagnent le match sur le score de 45 à 37.
L'arbitre principal du match était Larry Smith.

## Présentation du match
Le match a mis en présence les équipes de Arizona (6-6) issue de la Pac-12 et de New Mexico issue de la MWC.
Il s'agit de la 67e rencontre entre ces deux équipes, Arizona affichant le meilleur bilan avec 43 victoires, 20 défaites et 3 nuls avant ce match. Il est à signaler qu'ils faisaient partie auparavant de la même conférence (la Border Conference et la Western Athletic Conference) avant qu'Arizona n'émigre vers la Pac-10 (devenue par la suite la Pac-12) et que New Mexico ne rejoigne la MWC.
La dernière rencontre entre ces deux équipes a lieu en 2008 à Albuquerque et voit les Lobos gagner sur le score de 36 à 28.

### Wildcats de l'Arizona
Avec un bilan global en saison régulière de 6 victoires et 6 défaites, Arizona est éligible et accepte l'invitation pour participer au New Mexico Bowl de 2015.
Ils terminent 5e de la Division Sud de la Pacific-12 Conference derrière USC, #20 Utah, UCLA et Arizona State, avec un bilan en division de 4 victoires et 5 défaites.
À l'issue de la saison 2015 (bowl compris), ils ne seront pas classés aux classements CFP, AP et Coaches.
L’entraîneur principal Rich Rodriguez a conduit son équipe lors des 4 dernières saisons à un bowl. Globalement, il présente avant ce match, un bilan de 4 victoires pour 5 défaites en bowl soit avec Arizona 2 victoires et 1 défaite, avec Michigan une défaite et avec West Virginia, 2 victoires pour 3 défaites.

### Lobos du Nouveau-Mexique
Avec un bilan global en saison régulière de 7 victoires et 5 défaites, New Mexico est éligible et accepte l'invitation pour participer au New Mexico Bowl de 2015.
Ils terminent 2e de la Mountain Division de la Mountain West Conference derrière Air Force, avec un bilan en division de 5 victoires et 3 défaites.
À l'issue de la saison 2015 (bowl compris), ils ne seront pas classés aux classements CFP, AP et Coaches.
Il s'agit de la 1re apparition des Lobos sous l'ère de leur entraîneur principal Bob Davie, actif depuis 4 ans au sein de l'équipe. Il avait participé à 3 autres bowls comme entraineur de Notre Dame.
New Mexico présente un bilan en bowl de 3 victoires pour 7 défaites et 1 nul. Leur dernière apparition en bowl est une victoire lors du New Mexico Bowl 2007.

## Résumé du match
| QT          | Temps       | Drive       | Drive       | Drive       | Équipe      | Description de l'action | Score | Score |
| QT          | Temps       | Jeux        | Yards       | TDP         | Équipe      | Description de l'action | ARIZ  | NMU   |
| ----------- | ----------- | ----------- | ----------- | ----------- | ----------- | --- | ----- | ----- |
| 1           | 9 min 52 s  | 5           | 17          | 2 min 45 s  | NMU         | FG de 37 yards par kicker Zack Rogers | 0     | 3     |
| 1           | 7 min 26 s  | 2           | 80          | 0 min 31 s  | ARIZ        | TD de 78 yards par WR Cayleb Jones à la suite d'une réception de passe de QB Anu Solomon + 1 point de conversion par kicker Casey Skowron       | 7     | 3     |
| 2           | 14 min 51 s | 3           | 77          | 0 min 47 s  | ARIZ        | TD par RB Jared Baker à la suite d'une course de 21 yards + 1 point de conversion par kicker Casey Skowron                                      | 14    | 3     |
| 2           | 8 min 50 s  | 6           | 67          | 3 min 4 s   | NMU         | TD par QB Lamar Jordan à la suite d'une course de 31 yards + 1 point de conversion par kicker Zack Rogers                                       | 14    | 10    |
| 2           | 3 min 27 s  | 4           | 53          | 1 min 18 s  | ARIZ        | TD par QB Anu Solomon à la suite d'une course de 14 yards + 1 point de conversion par kicker Casey Skowron                                      | 21    | 10    |
| 2           | 2 min 19 s  | 3           | 90          | 1 min 8 s   | NMU         | TD de 92 yards par WR Delane Hart-Johnson à la suite d'une réception de passe de QB Lamar Jordan + 1 point de conversion par kicker Zack Rogers | 21    | 17    |
| 2           | 0 min 30 s  | 4           | 51          | 1 min 49 s  | ARIZ        | TD de 1 yard par WR David Richards à la suite d'une réception de passe de QB Anu Solomon, + 1 point de conversion par kicker Casey Skowron      | 28    | 17    |
| 3           | 13 min 56 s | 4           | 75          | 1 min 4 s   | ARIZ        | TD par RB Jared Baker à la suite d'une course de 32 yards + 1 point de conversion par kicker Casey Skowron                                      | 35    | 17    |
| 3           | 9 min 17 s  | 8           | 72          | 4 min 39 s  | NMU         | TD par QB Lamar Jordan à la suite d'une course de 11 yards + 1 point de conversion par kicker Zack Rogers                                       | 35    | 24    |
| 3           | 7 min 35 s  | 1           | 4           | 0 min 5 s   | ARIZ        | TD par RB Jared Baker à la suite d'une course de 4 yards + 1 point de conversion par kicker Casey Skowron                                       | 42    | 24    |
| 3           | 2 min 2 s   | 10          | 50          | 5 min 33 s  | NMU         | TD par QB Lamar Jordan à la suite d'une course de 3 yards + 1 point de conversion par kicker Zack Rogers                                        | 42    | 31    |
| 4           | 13 min 52 s | 8           | 40          | 3 min 10 s  | NMU         | TD par QB Austin Apodaca à la suite d'une course de 4 yards mais la tentative de cnversion à 2 points échoue                                    | 42    | 37    |
| 4           | 1 min 32 s  | 13          | 42          | 5 min 10 s  | ARIZ        | FG de 37 yards par kicker Casey Skowron | 45    | 37    |
| Score final | Score final | Score final | Score final | Score final | Score final | Score final | 45    | 37    |

## Statistiques
| Statistiques par Équipes               | Statistiques par Équipes | Statistiques par Équipes |
| Statistiques                           | ARIZ                     | NMU                      |
| -------------------------------------- | ------------------------ | ------------------------ |
| 1er downs                              | 19                       | 25                       |
| Conversion de 3e Down                  | 2/9                      | 11/19                    |
| Conversion de 4e Down                  | 1/2                      | 1/3                      |
| Jeux–yards                             | 56 jeux pour 503 yards   | 91 jeux pour 522 yards   |
| Yards à la course                      | 174                      | 333                      |
| Yards à la passe                       | 329                      | 189                      |
| Passes : Réussies-Tentées-Interceptées | 13/24, 1 Int.            | 10/21, 3 Int.            |
| Réussite en zone rouge/chances         | 4/5                      | 4/5                      |
| TD                                     | 6                        | 5                        |
| Field Goals                            | 1                        | 1                        |
| Sacks                                  | 2 pour 12 yards gagnés   | 1 pour 4 yards gagnés    |
| Fumbles (Nombre/Perdus)                | 2/1                      | 2/0                      |
| Pénalités (Nombre/Yards perdus)        | 4 pour 30 yards perdus   | 8 pour 109 yards perdus  |
| Temps de possession                    | 19:08                    | 40:52                    |

| Meilleur Joueur (MVP) | Meilleur Joueur (MVP) | Meilleur Joueur (MVP) | Meilleur Joueur (MVP) |
| --------------------- | --------------------- | --------------------- | --------------------- |
|                       | Nom                   | Équipe                | Poste                 |
| Attaque               | Anu Solomon           | Arizona               | QB                    |
| Défense               | Scooby Wright III     | Arizona               | LB                    |

| Statistiques Individuelles | Statistiques Individuelles | Statistiques Individuelles                |
| -------------------------- | -------------------------- | ----------------------------------------- |
| Quaterbacks                |                            |                                           |
| ARIZ                       | Solomon, Anu               | 13/24, 329 yards, 2 TDs, 1 INT.           |
| NMU                        | Apodaca, Austin            | 7/12, 79 yards, 0 TD, 1 INT.              |
| Meilleurs Coureurs         |                            |                                           |
| ARIZ                       | Baker, Jared               | 12 courses pour 107 yards et 3 TDs        |
| NMU                        | Jordan, Lamar              | 21 courses pour 135 yards et 3 TDs        |
| Meilleurs Receveurs        |                            |                                           |
| ARIZ                       | Jones, Cayleb              | 4 réceptions pour 182 yards et 1 TD       |
| NMU                        | Gipson, Teriyon            | 3 réceptions pour 27 yards                |
| Meilleurs Tackleurs        |                            |                                           |
| ARIZ                       | Wright III, Scooby         | 11 tackles en solo, 4 assistes et 2 sacks |
| NMU                        | Henry, Daniel              | 5 tackles en solo et 4 assistes           |